# Jaśkowo, Hạt Iława
Jaśkowo [jaɕˈkɔvɔ] (tiếng Đức Jäskendorf) là một ngôi làng thuộc khu hành chính của Gmina Zalewo, thuộc hạt Iława, Warmian-Masurian Voivodeship, ở miền bắc Ba Lan. Nó nằm khoảng 10 kilômét (6 mi)   về phía đông nam của Zalewo, 26 km (16 mi) phía đông bắc Iława và 51 km (32 mi) về phía tây của thủ đô khu vực Olsztyn.
Trước năm 1945, ngôi làng được gọi là Jäskendorf và là một phần của Đông Phổ ở Đức.
Làng có dân số 110.